# A-League Men

Früheres Logo der A-League (bis 2017)

Die A-League Men (bis 2021 nur A-League, offizieller Sponsoringname Isuzu UTE A-League Men) ist die 2004 gegründete und seit der Saison 2005/06 stattfindende höchste Spielklasse im australischen Fußball. In der Liga vertreten sind elf Clubs aus australischen Großstädten und zwei neuseeländischen Großstädten. Nach dem derzeitigen Sponsor wird sie auch als Isuzu UTE A-League Men bezeichnet.

## Geschichte

### Ablösung der NSL und Gründung der A-League
Schon vor der Gründung der A-League bestand eine Profiliga; die National Soccer League wurde bereits 1977 als erste australische Profiliga gegründet, davor bestanden nur regionale Amateurligen. Dort gerieten jedoch zu Beginn des 21. Jahrhunderts einige Vereine in finanzielle Schwierigkeiten, welche diese durch profitable Spielerverkäufe gen Europa zu lösen versuchten. Die schlechte Organisation der Liga erwies sich als Todeskriterium der NSL, so wurde ein TV-Vertrag geschlossen, durch welchen sie fast vollkommen von den australischen Bildschirmen verschwand. Im Oktober 2003 begannen die Planungen für ein Nachfolgeformat, ironischerweise geleitet von Frank Lowy, der auch schon ein NSL-Pionier war. Gegenüber der NSL wurde die Zahl der Erstligisten von zuletzt 13 auf 8 Mannschaften reduziert, der Start der Liga wurde auf August 2005 festgesetzt. Bis Juli 2004 gingen 12 konkrete Bewerbungen für diese Plätze ein, darunter drei aus Melbourne, obwohl pro Stadt nur ein Ligaplatz vergeben wurde. Im November desselben Jahres wurden die acht erfolgreichen Bewerber bekannt gegeben, darunter auch fünf Vereine aus der NSL. Die Vereine kamen aus folgenden Städten: Sydney, Perth, Brisbane, Melbourne, Adelaide, Newcastle, Gosford und Auckland (Neuseeland). Die acht Gründungsklubs erhielten 5-jährige Exklusivverträge für ihre Städte, jedoch wurde das neuseeländische Team 2007 ersetzt. Gleichzeitig mit der Lizenzvergabe an die Teilnehmer wurden auch der Sponsoringvertrag mit Hyundai und TV-Verträge mit Foxsports geschlossen.

### Entwicklung der Liga
Um die Liga bekannt zu machen, wurde nach der Gründung ein 3.000.000 AU$ schweres Marketingpaket verabschiedet, der Werbespruch lautete „Football, but not as you know it“ („Fußball, aber nicht wie du ihn kennst“, in Australien wird mit Football hauptsächlich Australian Football bezeichnet, die geläufige Bezeichnung für Fußball lautet Soccer). Die Kampagne konzentrierte sich hauptsächlich auf entsprechende Sportspartenkanäle.
Vor allem aber attraktive Spieler etablierten das neue Format schnell. So kehrten einige Legionäre, wie Archie Thompson oder Steve Corica, zurück und einige international renommierte Spieler wurden verpflichtet, allen voran Dwight Yorke. Die Zuschauerzahlen von über 1 Mio. in der Premierensaison übertrafen die Erwartungen gar. Durch das gute Auftreten der Nationalmannschaft bei der WM 2006 begann ein Boom in Australien, wo Fußball zuvor Randsportart war und im Vergleich mit Australian Football und Rugby auch blieb. Der erfolgreiche Auftakt der Liga und der Wunsch zu ihrer Konsolidierung verlieh den Befürwortern einer Expansion Rückenwind.
Doch eine angedachte Aufstockung auf zehn Teams gestaltete sich schwierig und wurde erst zur Saison 2009/10 mit den Teams North Queensland Fury (Townsville) und Gold Coast United (Gold Coast) vollzogen, die den rückläufigen Zuschauerzahlen mit Stars wie Jason Culina und Robbie Fowler neuen Schwung verleihen sollen. Die Saison verlängerte sich durch den Beitritt der beiden Klubs von 21 auf 27 Spieltage. Zur Saison 2010/11 wurde mit Melbourne Heart eine weitere Mannschaft aufgenommen.
Nachdem bereits vor der Saison 2011/12 North Queensland nach nur zwei Spielzeiten den Spielbetrieb wieder einstellte, führte kurz vor Ende der Saison eine vornehmlich auf persönlicher Ebene zwischen dem Verbandspräsidenten und Einkaufszentrummilliardär Frank Lowy und dem Vereinseigner und Bergbaumilliardär Clive Palmer ausgetragene Auseinandersetzung zum Entzug der Lizenz der Gold-Coast-Mannschaft. Nach Abschluss der Ligaphase der Meisterschaft kündigten die im Eigentum des Halbmilliardärs Nathan Tinkler stehenden Newcastle Jets, 2008 noch Meister, an, in der nächsten Saison nicht mehr an der Meisterschaft teilnehmen zu wollen.
Dies alles trübte die Freude, dass nach drei Jahren des Niederganges der Zuschauerschnitt wieder leicht anstieg, wenngleich er noch immer knapp 30 % unter dem Rekord von 2008 lag. Ein weiterer Negativeffekt ist durch das im Wesentlichen ersatzlose Entschwinden der „Goldenen Generation“ von australischen Fußballern gegeben, die an den Fußballweltmeisterschaften in Deutschland 2006 und Südafrika 2010 teilnahm. Spieler wie Harry Kewell, Mark Viduka und auch Torwart Mark Schwarzer verschafften durch ihr internationales Prestige auch dem nationalen Fußball ein breiteres Interesse. Der Misserfolg bei der Qualifikation für die Olympischen Spiele 2012 – nach einer Niederlage gegen die niedrig eingeschätzten Vereinigten Arabischen Emirate – war wenig hilfreich.
Zur Saison 2012/13 wurde Gold Coast United durch die Western Sydney Wanderers ersetzt. Diese beendeten ihre erste Saison gleich auf Platz 1 und verhalfen der A-League zu internationalem Renommee, als sie ein Jahr später die asiatische Champions League gewannen. Dabei fand das Finalhinspiel im lediglich 21.000 Zuschauern fassenden Parramatta Stadium in Sydney statt. Als eines von vielen Anzeichen für die Etablierung der Sportart Soccer in Australien kann gelten, dass dieses Stadion bis 2019 auf über 30.000 Plätze erweitert wird.
Zur Saison 2021/22 wurde die Liga in Isuzu UTE A-League Men umbenannt.

## Modus

### Regular Season
Die „Regular Season“ findet im australischen Frühjahr und Sommer statt, von August bis Februar. Es werden 27 Spieltage ausgetragen, jedes Team trifft dreimal auf jedes andere, je nach Konstellation zweimal im Heimstadion und einmal auswärts, oder umgekehrt, was aber dadurch ausgeglichen wird, dass man in der nächsten Saison dieses Verhältnis wieder umkehrt – in zwei Saisons hat man also drei Heimspiele und drei Auswärtsspiele gegen den jeweiligen Gegner. Wie in Europa gilt die Drei-Punkte-Regel. Die Tabellenführung am Ende der Saison wird „A-League-Premiership“ genannt und der entsprechende Verein darf im nächsten Jahr an der AFC Champions League teilnehmen.

### Play-offs
Die sechs bestplatzierten Mannschaften erreichen die Play-offs, „Final Series“ genannt. Diese werden in einem für Fußball ungewöhnlichen und in Europa wenig bekannten System, dem Page-Playoff-System, ausgetragen, das stark an die Post Season der US-amerikanischen NFL erinnert. In den Elimination Finals spielen zunächst der Drittplatzierte gegen den Sechstplatzierten und der Viertplatzierte gegen den Fünftplatzierten, wobei der Dritt- und der Viertplatzierte jeweils Heimrecht genießen. Die Sieger dieser Spiele qualifizieren sich für die Halbfinals. In diesen tritt der Meister gegen den in der Abschlusstabelle der regulären Saison schlechter platzierten Sieger der Elimination Finals an und der Vizemeister spielt gegen den, in der Abschlusstabelle der regulären Saison, besser platzierten Sieger der Elimination Finals. Der Meister und der Vizemeister haben in den Halbfinals jeweils Heimrecht. Die Sieger der Halbfinals spielen im Grand Final. Hier hat wieder der besserplatzierte Halbfinalist das Heimrecht. Der Sieger des Finals ist A-League-Meister und erhält den zweiten verfügbaren Champions-League-Platz. Für den Fall, dass der Premiershipsieger im Finale steht, wird automatisch der andere Verein im Finale zum zweiten Champions-League-Teilnehmer.

## Teilnehmer der A-League
Derzeit spielen zwölf Mannschaften in der A-League Men, zuvor waren elf (2010/11, 2019/20), zehn (2009/10, 2011/12–2018/19) bzw. acht (2005/06–2008/09) Mannschaften vertreten. Zuletzt wurde die A-League 2019 bzw. 2020 um zwei Teams erweitert. Im März 2023 wurde beschlossen, zur Saison 2024/25 zwei weitere Teams aufzunehmen und die Liga auf 14 Teams zu erweitern. Die Standorte hierfür sind Auckland und Canberra. Im Frühjahr 2024 wurde der Auckland FC als 13. Teilnehmer vorgestellt. Das Team aus Canberra wird entgegen der Pläne erst im Jahr 2025 dabei sein, da die Übernahme der Franchise noch nicht geklärt war. Im Gegensatz zu europäischen Profiligen gibt es weder ein Aufstiegs-Abstiegssystem noch einen nationalen Pokalwettbewerb. Auch eine zweite Profiliga ist nicht existent, jedoch hat der australische Fußballverband Football Australia dahin gehende Pläne, die erst in den nächsten Jahren verwirklicht werden sollen.
| Team                                         | Stadt           | Jahre in der Liga | Heimstadion                                |
| -------------------------------------------- | --------------- | ----------------- | ------------------------------------------ |
| Adelaide United                              | Adelaide, SA    | seit 2005         | Coopers Stadium (17.000)                   |
| Auckland FC                                  | Auckland, NZ    | seit 2024         | Mount Smart Stadium (25.000)               |
| Brisbane Roar (bis 2009 Queensland Roar)     | Brisbane, QLD   | seit 2005         | Suncorp Stadium (52.500)                   |
| Central Coast Mariners                       | Gosford, NSW    | seit 2005         | Industree Group Stadium (20.119)           |
| Macarthur FC                                 | Sydney, NSW     | seit 2020         | Campbelltown Stadium (20.000)              |
| Melbourne City FC (bis 2014 Melbourne Heart) | Melbourne, VIC  | seit 2010         | AAMI Park (31.500)                         |
| Melbourne Victory                            | Melbourne, VIC  | seit 2005         | AAMI Park (31.500)                         |
| Newcastle United Jets                        | Newcastle, NSW  | seit 2005         | McDonald Jones Stadium (33.000)            |
| Perth Glory                                  | Perth, WA       | seit 2005         | HBF Park (17.288)                          |
| Sydney FC                                    | Sydney, NSW     | seit 2005         | Allianz Stadium (42.500)                   |
| Wellington Phoenix                           | Wellington, NZ  | seit 2007         | Sky Stadium (34.500)                       |
| Western Sydney Wanderers                     | Sydney, NSW     | seit 2012         | CommBank Stadium (30.000)                  |
| Western United                               | Melbourne, VIC  | seit 2019         | Wyndham Regional Football Facility (5.000) |
| Frühere Vereine:                             |                 |                   |                                            |
| Gold Coast United                            | Gold Coast, QLD | 2009–2012         | Skilled Park (27.794)                      |
| New Zealand Knights                          | Auckland, NZ    | 2005–2007         | North Harbour Stadium (25.000)             |
| North Queensland Fury                        | Townsville, QLD | 2009–2011         | Dairy Farmers Stadium (27.000)             |

### Zuschauerzahlen
Die durchschnittliche Zuschaueranzahl ohne Spiele der Finals oder des Pre-Season-Cups ist in etwa mit dem Besucheraufkommen der schottischen Premier League zu vergleichen.
| Saison                                                                                           | Durchschnittszuschauerzahlen in der regulären Saison (ohne Finalspiele) | Durchschnittszuschauerzahlen in der regulären Saison (ohne Finalspiele) | Durchschnittszuschauerzahlen in der regulären Saison (ohne Finalspiele) | Durchschnittszuschauerzahlen in der regulären Saison (ohne Finalspiele) | Durchschnittszuschauerzahlen in der regulären Saison (ohne Finalspiele) | Durchschnittszuschauerzahlen in der regulären Saison (ohne Finalspiele) | Durchschnittszuschauerzahlen in der regulären Saison (ohne Finalspiele) | Durchschnittszuschauerzahlen in der regulären Saison (ohne Finalspiele) | Durchschnittszuschauerzahlen in der regulären Saison (ohne Finalspiele) | Durchschnittszuschauerzahlen in der regulären Saison (ohne Finalspiele) | Durchschnittszuschauerzahlen in der regulären Saison (ohne Finalspiele) | Durchschnittszuschauerzahlen in der regulären Saison (ohne Finalspiele) | Durchschnittszuschauerzahlen in der regulären Saison (ohne Finalspiele) | Durchschnittszuschauerzahlen in der regulären Saison (ohne Finalspiele) |
| Saison                                                                                           | AU                                                                      | BR                                                                      | CC                                                                      | GC                                                                      | MC                                                                      | MV                                                                      | NU                                                                      | NZ                                                                      | NQ                                                                      | PG                                                                      | SF                                                                      | WP                                                                      | WS                                                                      | ges.                                                                    |
| ------------------------------------------------------------------------------------------------ | ----------------------------------------------------------------------- | ----------------------------------------------------------------------- | ----------------------------------------------------------------------- | ----------------------------------------------------------------------- | ----------------------------------------------------------------------- | ----------------------------------------------------------------------- | ----------------------------------------------------------------------- | ----------------------------------------------------------------------- | ----------------------------------------------------------------------- | ----------------------------------------------------------------------- | ----------------------------------------------------------------------- | ----------------------------------------------------------------------- | ----------------------------------------------------------------------- | ----------------------------------------------------------------------- |
| 2005/06                                                                                          | 10.948                                                                  | 14.785                                                                  | 7.899                                                                   | –                                                                       | –                                                                       | 16.167                                                                  | 9.022                                                                   | 3.909                                                                   | –                                                                       | 9.734                                                                   | 16.669                                                                  | –                                                                       | –                                                                       | 10.956                                                                  |
| 2006/07                                                                                          | 12.165                                                                  | 16.465                                                                  | 9.828                                                                   | –                                                                       | –                                                                       | 27.728                                                                  | 12.573                                                                  | 3.011                                                                   | –                                                                       | 7.589                                                                   | 15.555                                                                  | –                                                                       | –                                                                       | 12.911                                                                  |
| 2007/08                                                                                          | 12.697                                                                  | 16.951                                                                  | 12.738                                                                  | –                                                                       | –                                                                       | 26.064                                                                  | 13.209                                                                  | –                                                                       | –                                                                       | 7.596                                                                   | 16.963                                                                  | 11.683                                                                  | –                                                                       | 14.610                                                                  |
| 2008/09                                                                                          | 11.713                                                                  | 12.995                                                                  | 10.465                                                                  | –                                                                       | –                                                                       | 24.516                                                                  | 9.729                                                                   | –                                                                       | –                                                                       | 7.942                                                                   | 12.375                                                                  | 7.193                                                                   | –                                                                       | 12.180                                                                  |
| 2009/10                                                                                          | 10.765                                                                  | 8.665                                                                   | 7.388                                                                   | 5.297                                                                   | –                                                                       | 20.750                                                                  | 6.358                                                                   | –                                                                       | 6.723                                                                   | 9.205                                                                   | 13.677                                                                  | 8.966                                                                   | –                                                                       | 9.793                                                                   |
| 2010/11                                                                                          | 11.552                                                                  | 9.291                                                                   | 8.168                                                                   | 3.419                                                                   | 8.312                                                                   | 18.458                                                                  | 8.429                                                                   | –                                                                       | 4.245                                                                   | 8.488                                                                   | 8.014                                                                   | 7.829                                                                   | –                                                                       | 8.429                                                                   |
| 2011/12                                                                                          | 8.829                                                                   | 13.387                                                                  | 9.505                                                                   | 3.438                                                                   | 9.082                                                                   | 20.714                                                                  | 12.117                                                                  | –                                                                       | –                                                                       | 8.972                                                                   | 11.861                                                                  | 8.691                                                                   | –                                                                       | 10.497                                                                  |
| 2012/13                                                                                          | 9.793                                                                   | 13.857                                                                  | 9.994                                                                   | –                                                                       | 8.860                                                                   | 21.885                                                                  | 13.389                                                                  | –                                                                       | –                                                                       | 8.876                                                                   | 18.737                                                                  | 6.877                                                                   | 12.466                                                                  | 12.347                                                                  |
| 2013/14                                                                                          | 11.225                                                                  | 14.957                                                                  | 9.398                                                                   | –                                                                       | 9.933                                                                   | 21.808                                                                  | 11.949                                                                  | –                                                                       | –                                                                       | 9.418                                                                   | 18.682                                                                  | 8.201                                                                   | 14.860                                                                  | 13.041                                                                  |
| 2014/15                                                                                          | 12.637                                                                  | 11.660                                                                  | 7.585                                                                   | –                                                                       | 10.374                                                                  | 25.388                                                                  | 8.968                                                                   | –                                                                       | –                                                                       | 9.542                                                                   | 17.378                                                                  | 8.583                                                                   | 12.520                                                                  | 12.511                                                                  |
| 2015/16                                                                                          | 11.287                                                                  | 12.850                                                                  | 8.111                                                                   | –                                                                       | 11.047                                                                  | 23.112                                                                  | 9.586                                                                   | –                                                                       | –                                                                       | 8.986                                                                   | 16.071                                                                  | 8.042                                                                   | 14.297                                                                  | 12.309                                                                  |
| 2016/17                                                                                          | 9.565                                                                   | 14.152                                                                  | 7.412                                                                   | –                                                                       | 10.528                                                                  | 21.888                                                                  | 8.645                                                                   | –                                                                       | –                                                                       | 10.533                                                                  | 18.099                                                                  | 6.224                                                                   | 17.746                                                                  | 12.650                                                                  |
| 2017/18                                                                                          | 9.830                                                                   | 9.093                                                                   | 7.194                                                                   | –                                                                       | 9.868                                                                   | 17.631                                                                  | 11.016                                                                  | –                                                                       | –                                                                       | 9.186                                                                   | 14.593                                                                  | 5.694                                                                   | 11.924                                                                  | 10.671                                                                  |
| 2018/19                                                                                          | 9.013                                                                   | 9.632                                                                   | 5.562                                                                   | –                                                                       | 8.135                                                                   | 20.604                                                                  | 9.079                                                                   | –                                                                       | –                                                                       | 10.360                                                                  | 13.566                                                                  | 8.533                                                                   | 9.191                                                                   | 10.411                                                                  |
| Fett sind die höchsten A-League-Zuschauerzahlen des Vereins dargestellt, kursiv die niedrigsten. |                                                                         |                                                                         |                                                                         |                                                                         |                                                                         |                                                                         |                                                                         |                                                                         |                                                                         |                                                                         |                                                                         |                                                                         |                                                                         |                                                                         |

### Ewige Tabelle
Seit Einführung der A-League im Jahr 2005 traten 15 Mannschaften in dieser Spielklasse an. Angeführt wird die ewige Tabelle zum Ende der Saison 2020/21 vom Sydney FC.

## Titelträger
| Saison  | Pre-season Cup         | Reguläre Saison          | Reguläre Saison          | Grand Final            | Grand Final              |
| Saison  | Pre-season Cup         | Premiers                 | 2. Platz                 | Meister                | Vizemeister              |
| ------- | ---------------------- | ------------------------ | ------------------------ | ---------------------- | ------------------------ |
| 2005/06 | Central Coast Mariners | Adelaide United          | Sydney FC                | Sydney FC              | Central Coast Mariners   |
| 2006/07 | Adelaide United        | Melbourne Victory        | Adelaide United          | Melbourne Victory      | Adelaide United          |
| 2007/08 | Adelaide United        | Central Coast Mariners   | Newcastle United Jets    | Newcastle United Jets  | Central Coast Mariners   |
| 2008/09 | Melbourne Victory      | Melbourne Victory        | Adelaide United          | Melbourne Victory      | Adelaide United          |
| 2009/10 | nicht ausgetragen      | Sydney FC                | Melbourne Victory        | Sydney FC              | Melbourne Victory        |
| 2010/11 | nicht ausgetragen      | Brisbane Roar            | Central Coast Mariners   | Brisbane Roar          | Central Coast Mariners   |
| 2011/12 | nicht ausgetragen      | Central Coast Mariners   | Brisbane Roar            | Brisbane Roar          | Perth Glory              |
| 2012/13 | nicht ausgetragen      | Western Sydney Wanderers | Central Coast Mariners   | Central Coast Mariners | Western Sydney Wanderers |
| 2013/14 | nicht ausgetragen      | Brisbane Roar            | Western Sydney Wanderers | Brisbane Roar          | Western Sydney Wanderers |
| 2014/15 | nicht ausgetragen      | Melbourne Victory        | Sydney FC                | Melbourne Victory      | Sydney FC                |
| 2015/16 | nicht ausgetragen      | Adelaide United          | Western Sydney Wanderers | Adelaide United        | Western Sydney Wanderers |
| 2016/17 | nicht ausgetragen      | Sydney FC                | Melbourne Victory        | Sydney FC              | Melbourne Victory        |
| 2017/18 | nicht ausgetragen      | Sydney FC                | Newcastle Jets           | Melbourne Victory      | Newcastle Jets           |
| 2018/19 | nicht ausgetragen      | Perth Glory              | Sydney FC                | Sydney FC              | Perth Glory              |
| 2019/20 | nicht ausgetragen      | Sydney FC                | Melbourne City FC        | Sydney FC              | Melbourne City FC        |
| 2020/21 | nicht ausgetragen      | Melbourne City FC        | Sydney FC                | Melbourne City FC      | Sydney FC                |
| 2021/22 | nicht ausgetragen      | Melbourne City FC        | Melbourne Victory        | Western United         | Melbourne City FC        |
| 2022/23 | nicht ausgetragen      | Melbourne City FC        | Central Coast Mariners   | Central Coast Mariners | Melbourne City FC        |
| 2023/24 | nicht ausgetragen      | Central Coast Mariners   | Wellington Phoenix       | Central Coast Mariners | Melbourne Victory        |

## Kader
Der Kader eines A-League-Teams muss mindestens 20 Spieler umfassen. Pro Mannschaft müssen mindestens drei U23-Spieler im Kader stehen. Die Höchstzahl an Ausländern (weder aus Australien noch aus Neuseeland) beträgt fünf.

### Gehaltsobergrenze
Wie auch im Australian Football gibt es eine Gehaltsobergrenze, 20 Spieler dürfen zusammen nicht mehr als 2,35 Mio. AU$ (knapp 1,4 Mio. Euro) verdienen. Da dies aber im Vergleich zu europäischen Fußball-Löhnen verschwindend wenig ist, wurde, um die Attraktivität der Liga zu gewährleisten, die Gehaltsobergrenze für einen weiteren Spieler ausgesetzt. Dieser sogenannte Marquee player darf eine unbeschränkte Menge Geld verdienen. Zusätzlich dazu gibt es seit der Saison 2008/09 noch einen Junior Marquee player. Dieser muss unter 23 Jahre alt sein und darf 150.000 AU$ außerhalb der Gehaltsobergrenze verdienen. Um heimische Starspieler in der Liga halten oder zur Heimkehr bewegen zu können, wurde für die Saison 2010/11 mit dem Australian Marquee player ein weiterer Kader-Platz geschaffen, der bei der Gehaltsobergrenze nicht berücksichtigt wird.

### Youth League
Parallel zur A-League besteht mit der National Youth League eine Nachwuchsspielrunde. Ihr Ziel ist es, jungen Talente ein Sprungbrett zur Profilaufbahn zu bieten, aber auch Ersatzspielern aus der A-League Spielpraxis zu geben; so dürfen pro Spiel auch vier Ü-21-Spieler teilnehmen. Die Liga wurde im März 2008 gegründet und startete zeitgleich mit der Profi-Saison im August desselben Jahres.
Die Liga besteht derzeit aus acht Mannschaften der A-League-Vereine – Wellington Phoenix und Melbourne Heart stellen kein Team – sowie einer Mannschaft des Australian Institute of Sport, kurz AIS.

## Spieler

### Ewige Torjägerliste (Liga und Finals)
Stand: 7. Mai 2017
| Rang | Spieler          | Mannschaft(en)                                                                                         | Tore |
| ---- | ---------------- | --- | ---- |
| 1    | Besart Berisha   | Brisbane Roar (48), Melbourne Victory (54)                                                             | 102  |
| 2    | Shane Smeltz     | Adelaide United (8), Gold Coast United (28), Wellington Phoenix (24), Perth Glory (38), Sydney FC (12) | 92   |
| 3    | Archie Thompson  | Melbourne Victory                                                                                      | 90   |
| 4    | Alex Brosque     | Queensland Roar (8), Sydney FC (55)                                                                    | 63   |
| 5    | Mark Bridge      | Newcastle Jets (13), Sydney FC (17), Western Sydney Wanderers (28)                                     | 58   |
| 6    | Jamie Maclaren   | Perth Glory (11), Brisbane Roar (40)                                                                   | 51   |
| 7    | Sergio van Dijk  | Adelaide United (25), Brisbane Roar (25)                                                               | 50   |
| 8    | Bruce Djite      | Adelaide United (35), Gold Coast United (10)                                                           | 45   |
| 9    | Matt Simon       | Central Coast Mariners (41), Sydney FC (3)                                                             | 44   |
| 10   | Carlos Hernández | Melbourne Victory (36), Wellington Phoenix (7)                                                         | 43   |
| 10   | Daniel Allsopp   | Melbourne Victory (43)                                                                                 | 43   |

## Ehrungen

### Johnny Warren Medal
Mit der Johnny Warren Medal wird der beste Spieler der Saison ausgezeichnet, gewählt von den Spielern der A-League. Benannt ist sie nach dem ehemaligen australischen Nationalspieler Johnny Warren.
| Jahr | Spieler             | Klub                  |
| ---- | ------------------- | --------------------- |
| 2006 | Bobby Despotovski   | Perth Glory           |
| 2007 | Nick Carle          | Newcastle United Jets |
| 2008 | Joel Griffiths      | Newcastle United Jets |
| 2009 | Shane Smeltz        | Wellington Phoenix    |
| 2010 | Carlos Hernández    | Melbourne Victory     |
| 2011 | Marcos Flores       | Adelaide United       |
| 2012 | Thomas Broich       | Brisbane Roar         |
| 2013 | Marco Rojas         | Melbourne Victory     |
| 2014 | Thomas Broich       | Brisbane Roar         |
| 2015 | Nathan Burns        | Wellington Phoenix    |
| 2016 | Diego Castro        | Perth Glory           |
| 2017 | Miloš Ninković      | Sydney FC             |
| 2018 | Adrian Mierzejewski | Sydney FC             |
| 2019 | Roy Krishna         | Wellington Phoenix    |

### Joe Marston Medal
Mit der Joe Marston Medal wird der beste Spieler des Grand Finals ausgezeichnet.
| Jahr | Spieler                       | Klub                                   |
| ---- | ----------------------------- | -------------------------------------- |
| 2006 | Dwight Yorke                  | Sydney FC                              |
| 2007 | Archie Thompson               | Melbourne Victory                      |
| 2008 | Andrew Durante                | Newcastle United Jets                  |
| 2009 | Tom Pondeljak                 | Melbourne Victory                      |
| 2010 | Simon Colosimo                | Sydney FC                              |
| 2011 | Mathew Ryan                   | Central Coast Mariners                 |
| 2012 | Jacob Burns                   | Perth Glory                            |
| 2013 | Daniel McBreen                | Central Coast Mariners                 |
| 2014 | Thomas Broich Iacopo La Rocca | Brisbane Roar Western Sydney Wanderers |
| 2015 | Mark Milligan                 | Melbourne Victory                      |
| 2016 | Isaías                        | Adelaide United                        |
| 2017 | Daniel Georgievski            | Melbourne Victory                      |
| 2018 | Lawrence Thomas               | Melbourne Victory                      |
| 2019 | Miloš Ninković                | Sydney FC                              |
| 2020 | Rhyan Grant                   | Sydney FC                              |

### Rising Star Award
Der Rising Star Award wird an den besten Jungspieler der Saison (unter 20) vergeben. Festgelegt wird der Sieger von einer Experten-Jury.
| Jahr | Spieler          | Klub                   |
| ---- | ---------------- | ---------------------- |
| 2006 | Nick Ward        | Perth Glory            |
| 2007 | Adrian Leijer    | Melbourne Victory      |
| 2008 | Bruce Djite      | Adelaide United        |
| 2009 | Scott Jamieson   | Adelaide United        |
| 2010 | Tommy Oar        | Brisbane Roar          |
| 2011 | Mathew Ryan      | Central Coast Mariners |
| 2012 | Mathew Ryan      | Central Coast Mariners |
| 2013 | Marco Rojas      | Melbourne Victory      |
| 2014 | Adam Taggart     | Newcastle United Jets  |
| 2015 | James Jeggo      | Adelaide United        |
| 2016 | Jamie Maclaren   | Brisbane Roar          |
| 2017 | Jamie Maclaren   | Brisbane Roar          |
| 2018 | Daniel Arzani    | Melbourne City FC      |
| 2019 | Chris Ikonomidis | Perth Glory            |

### Golden Boot
Der Golden Boot, derzeit nach einem Sponsor offiziell Reebok Golden Boot genannt, ist die Auszeichnung für den Torschützenkönig der regulären Saison.
| Jahr | Spieler                                                        | Klub                                                                 | Tore |
| ---- | -------------------------------------------------------------- | -------------------------------------------------------------------- | ---- |
| 2006 | Alex Brosque, Bobby Despotovski Stewart Petrie Archie Thompson | Queensland Roar Perth Glory Central Coast Mariners Melbourne Victory | 8    |
| 2007 | Danny Allsopp                                                  | Melbourne Victory                                                    | 11   |
| 2008 | Joel Griffiths                                                 | Newcastle United Jets                                                | 12   |
| 2009 | Shane Smeltz                                                   | Wellington Phoenix                                                   | 12   |
| 2010 | Shane Smeltz                                                   | Gold Coast United                                                    | 19   |
| 2011 | Sergio van Dijk                                                | Adelaide United                                                      | 16   |
| 2012 | Besart Berisha                                                 | Brisbane Roar                                                        | 19   |
| 2013 | Daniel McBreen                                                 | Central Coast Mariners                                               | 17   |
| 2014 | Adam Taggart                                                   | Newcastle United Jets                                                | 16   |
| 2015 | Marc Janko                                                     | Sydney FC                                                            | 16   |
| 2016 | Bruno Fornaroli                                                | Melbourne City FC                                                    | 23   |
| 2017 | Besart Berisha Jamie Maclaren                                  | Melbourne Victory Brisbane Roar                                      | 19   |
| 2018 | Bobô                                                           | Sydney FC                                                            | 27   |
| 2019 | Roy Krishna                                                    | Wellington Phoenix                                                   | 18   |
| 2020 | Jamie Maclaren                                                 | Melbourne City FC                                                    | 23   |
| 2021 | Jamie Maclaren                                                 | Melbourne City FC                                                    | 25   |

### Torwart des Jahres
| Jahr | Spieler            | Klub                     |
| ---- | ------------------ | ------------------------ |
| 2006 | Clint Bolton       | Sydney FC                |
| 2007 | Michael Theoklitos | Melbourne Victory        |
| 2008 | Michael Theoklitos | Melbourne Victory        |
| 2009 | Eugene Galekovic   | Adelaide United          |
| 2010 | Eugene Galekovic   | Adelaide United          |
| 2011 | Michael Theoklitos | Brisbane Roar            |
| 2012 | Mathew Ryan        | Central Coast Mariners   |
| 2013 | Ante Covic         | Western Sydney Wanderers |
| 2014 | Eugene Galekovic   | Adelaide United          |
| 2015 | Eugene Galekovic   | Adelaide United          |
| 2016 | Thomas Sørensen    | Melbourne City FC        |
| 2017 | Danny Vukovic      | Sydney FC                |
| 2018 | Jamie Young        | Brisbane Roar            |
| 2019 | Filip Kurto        | Wellington Phoenix       |

### Trainer des Jahres
| Jahr | Name             | Klub                     |
| ---- | ---------------- | ------------------------ |
| 2006 | Lawrie McKinna   | Central Coast Mariners   |
| 2007 | Ernie Merrick    | Melbourne Victory        |
| 2008 | Gary van Egmond  | Newcastle Jets           |
| 2009 | Aurelio Vidmar   | Adelaide United          |
| 2010 | Ernie Merrick    | Melbourne Victory        |
| 2011 | Ange Postecoglou | Brisbane Roar            |
| 2012 | Graham Arnold    | Central Coast Mariners   |
| 2013 | Tony Popovic     | Western Sydney Wanderers |
| 2014 | Mike Mulvey      | Brisbane Roar            |
| 2015 | Kevin Muscat     | Melbourne Victory        |
| 2016 | Guillermo Amor   | Adelaide United          |
| 2017 | Graham Arnold    | Sydney FC                |
| 2018 | Graham Arnold    | Sydney FC                |
| 2019 | Tony Popovic     | Perth Glory              |

### Ausländischer Spieler des Jahres
| Jahr | Name           | Klub            |
| ---- | -------------- | --------------- |
| 2009 | Charlie Miller | Queensland Roar |

### Fair Play Award
Auszeichnung für den Gewinner der Fair-Play-Wertung.
| Jahr | Klub                   |
| ---- | ---------------------- |
| 2006 | Perth Glory            |
| 2007 | Perth Glory            |
| 2008 | Newcastle Jets         |
| 2009 | Queensland Roar        |
| 2010 | Sydney FC              |
| 2011 | Brisbane Roar          |
| 2012 | Brisbane Roar          |
| 2013 | Brisbane Roar          |
| 2014 | Brisbane Roar          |
| 2015 | Wellington Phoenix     |
| 2016 | Brisbane Roar          |
| 2017 | Central Coast Mariners |
| 2018 | Sydney FC              |
| 2019 | Sydney FC              |

### Referee of the Year
Auszeichnung für den Schiedsrichter des Jahres, derzeit nach dem Sponsor Zürich, benannt. Der Bedachte leitet traditionell das Grand Final.
| Jahr | Schiedsrichter   |
| ---- | ---------------- |
| 2006 | Mark Shield      |
| 2007 | Mark Shield      |
| 2008 | Mark Shield      |
| 2009 | Matthew Breeze   |
| 2010 | Strebre Delovski |
| 2011 | Matthew Breeze   |
| 2012 | Jarred Gillett   |
| 2013 | Peter Green      |
| 2014 | Peter Green      |
| 2015 | Jarred Gillett   |
| 2016 | Jarred Gillett   |
| 2017 | Jarred Gillett   |
| 2018 | Jarred Gillett   |
| 2019 | Shaun Evans      |